# 摩登大道
摩登大道时尚集团股份有限公司（证券简称：摩登大道，深交所：002656）是一间运营时尚品牌的零售业上市公司。
公司前身为成立于2002年的“广州伊狮路贸易有限公司”，2008年12月6日变更为“广州卡奴迪路服饰股份有限公司”，2012年2月28日在深圳证券交易所中小企业板上市。2016年更名为“摩登大道时尚集团股份有限公司”。